# Soddy (cráter)

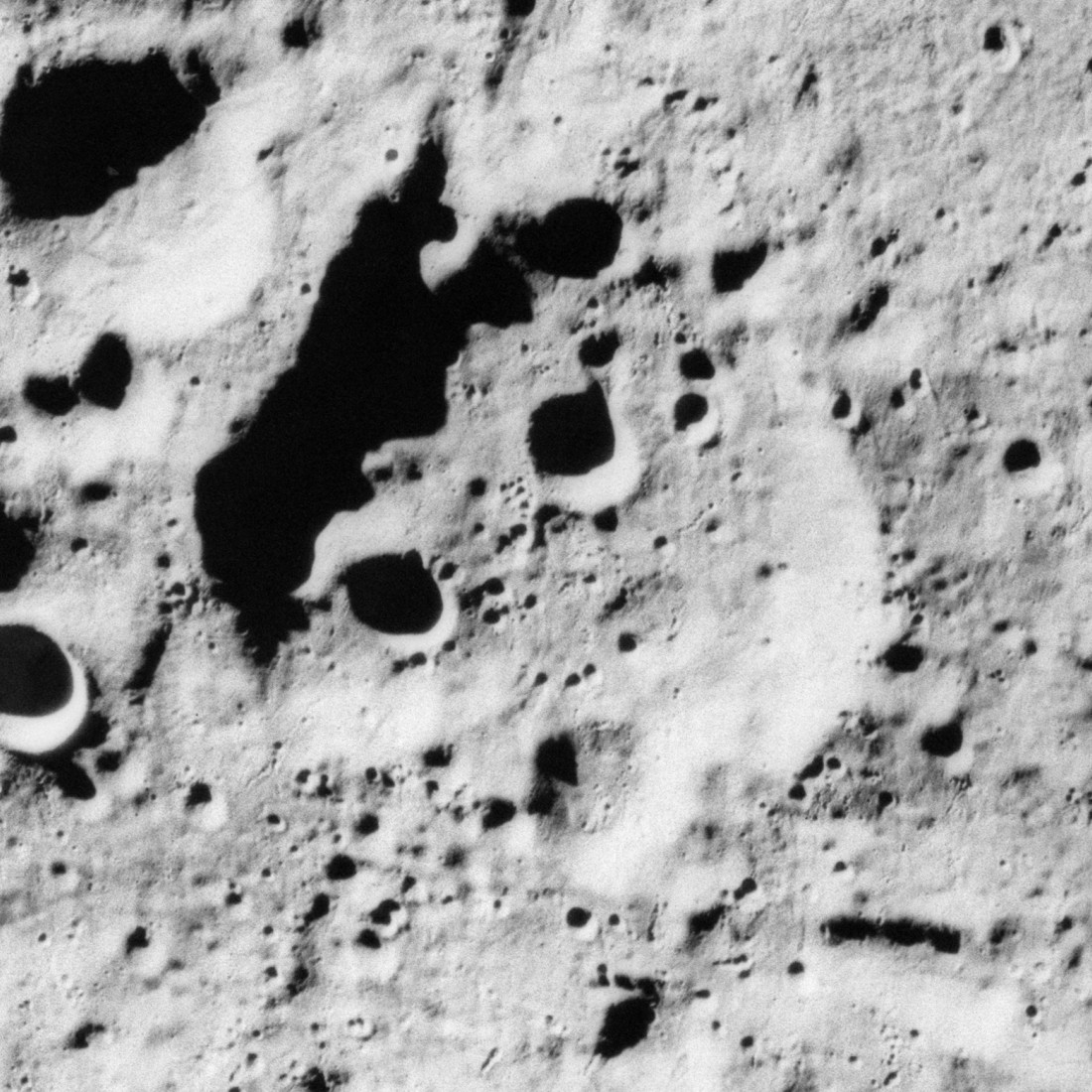
Fotografía de la misión Apolo 16

Soddy es un cráter de impacto erosionado que yace sobre la cara oculta de la Luna, al sur-sureste del prominente cráter King. El material del sistema de marcas radiales de King rodea y cubre los lados y el interior de Soddy. A menos de un diámetro del al oeste de Soddy se halla el cráter Heron, más pequeño.
Este cráter ha sido muy desgastado y erosionado, de modo que solo se mantienen los restos de la depresión original del cráter. Presenta pequeños cráteres en el contorno del borde al suroeste y al sureste. El interior es irregular y casi indistinguible del terreno circundante.

## Cráteres satélite
Por convención estos elementos son identificados en los mapas lunares poniendo la letra en el lado del punto medio del cráter que está más cercano a Soddy.
|       | \| Soddy \| Coordenadas \| Diámetro \| \| ----- \| ----------------------------- \| -------- \| \| E \| 0°48′N 123°24′E / 0.8, 123.4 \| 16 km \| \| G \| 0°30′N 123°30′E / 0.5, 123.5 \| 13 km \| \| P \| 0°24′S 120°54′E / -0.4, 120.9 \| 8 km \| \| Q \| 0°30′S 120°12′E / -0.5, 120.2 \| 24 km \| |          |
| Soddy | Coordenadas | Diámetro |
| E     | 0°48′N 123°24′E / 0.8, 123.4 | 16 km    |
| G     | 0°30′N 123°30′E / 0.5, 123.5 | 13 km    |
| P     | 0°24′S 120°54′E / -0.4, 120.9 | 8 km     |
| Q     | 0°30′S 120°12′E / -0.5, 120.2 | 24 km    |